# دانشگاه بوئنا ویستا
دانشگاه بوئنا ویستا یک دانشگاه خصوصی در استورم لیک، آیووا است. این کالج در سال ۱۸۹۱ به عنوان کالج بوئنا ویستا تأسیس شد و به کلیسای پروتستان وابسته است. در آغاز، کالج در خانه اپرای استورم لیک مستقر شد و تنها یک سال در آنجا باقی ماند. اولد مین، اولین ساختمان کالج، در سال ۱۸۹۲ افتتاح شد. پروژه‌های ساختمانی بزرگ در دهه‌های ۱۹۵۰ و ۱۹۶۰ کالج را گسترش دادند، که به زودی شامل سه خوابگاه، یک کتابخانه و تعدادی ساختمان کلاس درس می‌شد.

## فارغ التحصیلان قابل توجه
- نیت بیورکگرن، سرمربی سابق ایندیانا پیسرز
- جیم دوران، بازیکن فوتبال دیترویت لاینز و دالاس کابوی.[۳]
- جیم فانینگ، بازیکن MLB با Chicago Cubs، اولین نمایشگاه مدیر کل مونترال
- رایان گراب، هماهنگ‌کننده تهاجمی در دانشگاه واشینگتن
- کارلوس مارتینز، ضربه زننده فیلادلفیا سول لیگ فوتبال آرنا.[۴]
- نل پیترز، معمار
- رندی راه، سرمربی فعلی بسکتبال در دانشگاه ایالتی وبر
- جسی اشمیت، رکورد گیرنده عریض برای آیووا بارن استورمرز لیگ فوتبال آرنا که در طول فصل لیگ فوتبال آرنا در سال ۲۰۱۲ به عنوان بیست و پنجمین گیرنده بزرگ در تاریخ لیگ انتخاب شد.[۵]
- شلی ام. شلتون، عضو جمهوری‌خواه مجلس نوادا.[۶]
- آندره دی واگنر، عکاس[۷]
- لیندزی پیپلز واگنر، سردبیر فعلی مجله نیویورک.[۸]